# Simon Gallas
Simon Gallas (* 1. Oktober 2001) ist ein deutscher Volleyballspieler.

## Karriere

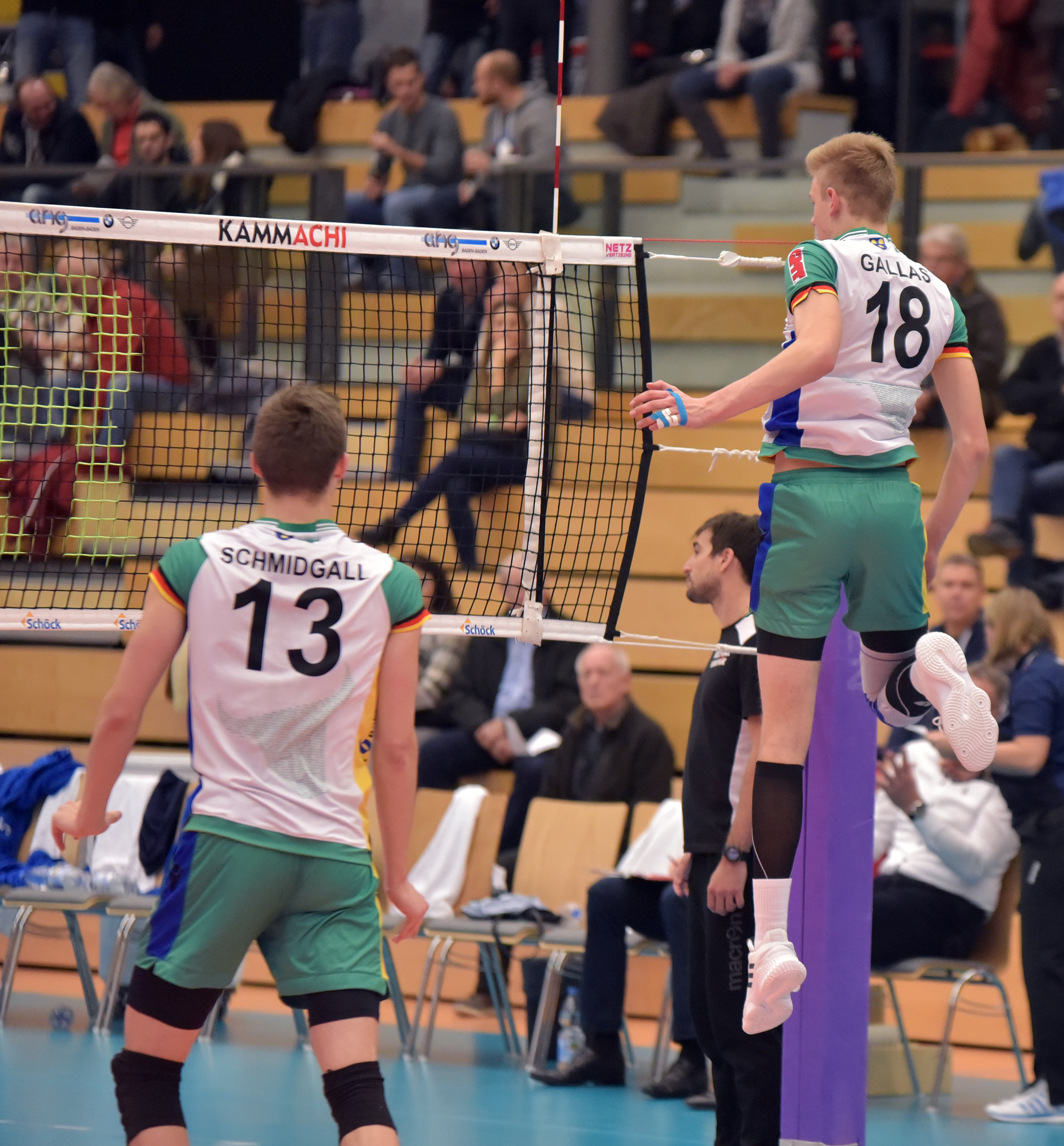
Gallas am 23. Januar 2019 bei den Volleyball Bisons Bühl gegen Hypo Tirol Alpenvolleys Haching

Gallas absolvierte das Sportprofil am Windeck-Gymnasium Bühl und spielte beim TV Bühl. In den Spielzeiten 2017/18 und 2018/19 war er beim SSC Karlsruhe in der Zweiten Bundesliga Süd aktiv. Dazwischen gewann er mit den deutschen Junioren die Europameisterschaft 2018. In der Saison 2018/19 spielte der Außenangreifer zusätzlich mit einem Sonderspielrecht mit den Volleyball Bisons Bühl in der ersten Bundesliga. Mit dem Verein gewann er 2019 auch die deutsche U20-Meisterschaft.
2019 begann er sein Studium an der University of Southern California und spielte in der Universitätsmannschaft Trojans mit Trainer Jeff Nygaard. Als Neuzugang kam er in neun Spielen zum Einsatz, wobei er viermal in der Startformation stand. Wegen der COVID-19-Pandemie musste er seinen Aufenthalt in den USA jedoch unterbrechen, weshalb er in der Saison 2020/21 wieder für Bühl spielte.  Die Bühler erreichten im DVV-Pokal 2020/21 und in der Bundesliga jeweils das Viertelfinale. Nach der Saison kehrte Gallas nach Southern California zurück. Im Mai 2022 wurde er für die Volleyball Nations League erstmals für die A-Nationalmannschaft nominiert.
2023 wechselte Gallas zum Erstliga-Aufsteiger ASV Dachau. Die Dachauer schieden im DVV-Pokal 2023/24 im Achtelfinale aus und verpassten als Tabellenneunter der Bundesliga-Hauptrunde die Playoffs.
Im Beachvolleyball gewann Gallas 2017 zunächst mit Linus Engelmann den Titel bei der baden-Württembergischen U17- und eine Woche später den zweiten Platz mit Nico Schramm bei der U18-Landesmeisterschaft. Mit Engelmann wurde er Vierter bei der deutschen U17-Meisterschaft.